# 180-я танковая бригада
180-я танковая бригада — танковая бригада Красной армии в годы Великой Отечественной войны. Сокращённое наименование — 180 тбр.

## Формирование и организация
180-я танковая бригада начала формироваться на основании Директивы НКО № 723499сс от 15.02.1942 г. Формирование проходило в Сталинградском АБТ центре. Директива НКО № 726019 от 23.06.1942 г.
25 сентября 1942 г. на укомплектование бригады были обращены: 13-я отд. танковая рота (I формирования), 14-я отд. танковая рота (I формирования), 15-я отд. танковая рота, 17-я отд. танковая рота, 18-я отд. танковая рота, 20-я отд. танковая рота.
В начале июля 1942 г. бригада передислоцирована на Брянский фронт в состав 60-й армии и придана 18-му тк.
13 июля 1943 г. бригада в составе 18-го тк оперативно подчинена 40-й армии. 17 июля 1942 г. бригада в составе 18-го тк. 17 сентября 1942 г. бригада выведена из состава корпуса.
25 сентября 1942 г. на укомплектование бригады были обращены: 13-я отд. танковая рота (I формирования), 14-я отд. танковая рота (I формирования), 15-я отд. танковая рота, 17-я отд. танковая рота, 18-я отд. танковая рота, 20-я отд. танковая рота.
20 января 1943 г. бригада вошла в оперативное подчинение 38-й армии.
5 июля 1943 г. бригада вошла в оперативное подчинение 1-й ТА в районе Обоянь. 12 июля 1943 г. бригада выведена в резерв Воронежского фронта на доукомплектование. 22 июля 1943 г. бригада выведена в резерв Ставки ВГК и передислоцирована в Тульский ТВЛ на доукомплектование.
23 октября 1943 г. Приказом НКО № 306 от 23.10.1943 г. преобразована в 38-ю гв. танковую бригаду.

## Боевой и численный состав
Бригада сформирована по штатам №№ 010/345-010/352 от 15.02.1942 г. (только вместо отб по штату № 010/346 в бригаде были отб по штату 010/393):
- Управление бригады [штат № 010/345]
- 392-й отд. танковый батальон (штат № 010/393)
- 393-й отд. танковый батальон (штат № 010/393)
- Мотострелково-пулеметный батальон [штат № 010/347]
- Противотанковая батарея [штат № 010/348]
- Зенитная батарея [штат № 010/349]
- Рота управления [штат № 010/350]
- Рота технического обеспечения [штат № 010/351]
- Медико-санитарный взвод [штат № 010/352]

### Численный состав
| Дата            | Объединение       | Личный состав | Типы танков (исправных/неисправных) | Всего | Примечание                        |
| --------------- | ----------------- | ------------- | ----------------------------------- | ----- | --------------------------------- |
| 24.04.1942 года | Воронежский фронт | 1 114         | 24 КВ, 27 Т-60                      | 51    | ЦАМО РФ. ф. 38, оп. 11373, д. 150 |

## Подчинение
Периоды вхождения в состав Действующей армии:
- с 01.07.1942 по 21.07.1943 года.

| Дата          | Фронт (округ)                | Армия      | Корпус               | Дивизия | Бригада | Примечания |
| ------------- | ---------------------------- | ---------- | -------------------- | ------- | ------- | ---------- |
| 01.04.1942 г. | Сталинградский военный округ |            |                      |         |         |            |
| 01.05.1942 г. | Сталинградский военный округ |            |                      |         |         |            |
| 01.06.1942 г. | Сталинградский военный округ |            |                      |         |         |            |
| 01.07.1942 г. | РВГК                         |            | 18-й танковый корпус |         |         |            |
| 01.08.1942 г. | Воронежский фронт            | 60-я армия | 18-й танковый корпус |         |         |            |
| 01.09.1942 г. | Воронежский фронт            | 60-я армия | 18-й танковый корпус |         |         |            |
| 01.10.1942 г. | Воронежский фронт            | 60-я армия | 18-й танковый корпус |         |         |            |
| 01.11.1942 г. | Воронежский фронт            | 60-я армия |                      |         |         |            |
| 01.12.1942 г. | Воронежский фронт            | 60-я армия |                      |         |         |            |
| 01.01.1943 г  | Воронежский фронт            | 60-я армия |                      |         |         |            |
| 01.02.1943 г  | Воронежский фронт            | 60-я армия |                      |         |         |            |
| 01.03.1943 г. | Воронежский фронт            | 60-я армия |                      |         |         |            |
| 01.04.1943 г. | Воронежский фронт            | 60-я армия |                      |         |         |            |
| 01.05.1943 г. | Воронежский фронт            | 60-я армия |                      |         |         |            |
| 01.06.1943 г. | Воронежский фронт            | 60-я армия |                      |         |         |            |
| 01.07.1943 г  | Воронежский фронт            | 60-я армия |                      |         |         |            |
| 01.08.1943 г. | Московский военный округ     |            |                      |         |         |            |
| 01.09.1943 г. | Московский военный округ     |            |                      |         |         |            |
| 01.10.1943 г. | Московский военный округ     |            |                      |         |         |            |

## Командиры

### Командиры бригады
- Киселёв Михаил Захарович, подполковник (19.09.1942 ранен), врио,12.06.1942 - 19.09.1942 года.[1]
- Могильченко Иван Васильевич, майор, врио, в сентябре 1942 года.[2]
- Киселёв Михаил Захарович, подполковник, с 09.11.1942 полковник, ид, 00.09.1942 - 17.02.1943 года.
- Киселёв Михаил Захарович, полковник, 17.02.1943 - 23.10.1943 года.

### Начальники штаба бригады
- Гольдберг Ефим Абрамович, майор, 14.06.1942 - 00.12.1942 года.[3]
- Гончаров, майор, 00.12.1942 - 00.01.1943 года.[4]
- Сухинин Николай Алексеевич, майор, 00.01.1943 - 00.06.1943 года.[5]
- Бойко, майор, 00.06.1943 - 00.10.1943 года.[6]

### Заместитель командира бригады по строевой части
- Киселёв Михаил Захарович, подполковник (19.09.1942 ранен). 20.05.1942 - 19.09.1942 года.
- Могильченко Иван Васильевич, майор, 00.08.1942 - 00.09.1942 года.

### Начальник политотдела, заместитель командира по политической части
- Меркулов Даниил Васильевич, ст. батальон. комиссар, с 23.11.1942 подполковник,09.03.1942 - 11.01.1943 года.[7]
- Спектор Натан Зиновьевич, подполковник,11.01.1943 - 16.06.1943 года.[8]
- Гузенко Пётр Фёдорович, батальон. комиссар,19.03.1942 - 15.08.1942 года.[9]
- Ефимов Алексей Гаврилович, ст. политрук, с 06.12.1942 капитан,15.08.1942 - 16.06.1943 года.
- Огородников Александр Семёнович, майор,16.06.1943 - 23.10.1943 года.[10]

## Боевой путь
.

### 1942 год
В июле — августе 1942 года в составе 18-го танкового корпуса 180-я танковая бригада принимала участие в боях за Воронеж. Бригада вела боевые действия в правобережной части на северо-западной окраине города. Наступала в направлении села Подклетное, роща Длинная, роща Фигурная, имея задачу прорваться к шоссе Воронеж-Подклетное и выйти к берегу Дона. Столкнувшись с мощной противотанковой обороной противника, а также из-за недостаточного взаимодействия с пехотой бригада понесла значительные потери. В дальнейшем до конца 1942 года бригада вела оборонительные бои на достигнутых рубежах.

### 1943 год
В январе-феврале 1943 года 180-я танковая бригада в составе 38-й армии участвовала в Воронежско-Касторненской наступательной операции, освобождала Касторное, Суджу и другие населённые пункты Курской области.
В марте 1943 года бригада вела оборонительные бои за Краснополье в Сумской области. Во время Курской битвы в период 5−12 июля 1943 года бригада принимала участие в оборонительных боях на Белгородско-Курском направлении за шоссе Белгород-Обоянь..

## Отличившиеся воины
| Награда | Ф. И.О                  | Звание           | Должность                                                                     | Дата награждения    | Примечания |
| ------- | ----------------------- | ---------------- | ----------------------------------------------------------------------------- | ------------------- | ---------- |
|         | Манаков, Пётр Захарович | техник-лейтенант | механик-водитель танка «КВ» 392-го танкового батальона 180-й танковой бригады | 28 апреля 1943 года |            |